# ماجدا شنايدر
ماجدا شنايدر (بالألمانية: Magda Schneider)‏ هي مغنية وممثلة ألمانية، ولدت في 17 مايو 1909 بآوغسبورغ في ألمانيا، وتوفيت في 30 يوليو 1996 ببيرتشسغادن في ألمانيا. من الجوائز التي نالتها جائزة الفيلم الألماني ‏.

## جوائز
- جائزة الفيلم الألماني [الإنجليزية]‏

## وصلات خارجية
- ماجدا شنايدر على موقع IMDb (الإنجليزية)
- ماجدا شنايدر على موقع روتن توميتوز (الإنجليزية)
- ماجدا شنايدر على موقع مونزينجر (الألمانية)
- ماجدا شنايدر على موقع ألو سيني (الفرنسية)
- ماجدا شنايدر على موقع ميوزك برينز (الإنجليزية)
- ماجدا شنايدر على موقع أول موفي (الإنجليزية)
- ماجدا شنايدر على موقع قاعدة بيانات الأفلام السويدية (السويدية)
- ماجدا شنايدر على موقع ديسكوغز (الإنجليزية)
- ماجدا شنايدر على موقع قاعدة بيانات الفيلم (الإنجليزية)
- ماجدا شنايدر على موقع كينوبويسك (الروسية)